# Rhinella
Rhinella – rodzaj płazów bezogonowych z rodziny ropuchowatych (Bufonidae).

## Zasięg występowania
Rodzaj obejmuje gatunki występujące w naturalnym stanie od dolnej części doliny Rio Grande w południowym Teksasie (Stany Zjednoczone) i południowej Sonory (Meksyk) na południe przez tropikalny Meksyk i Amerykę Środkową do południowej Ameryki Południowej.

## Systematyka

### Etymologia
- Oxyrhynchus: gr. οξυς oxus „ostry, spiczasty”[18]; ῥυγχος rhunkhos „pysk”[19]. Gatunek typowy: nie podany.
- Rhinella: gr. ῥις rhis, ῥινος rhinos „nos, pysk”[19]; łac. przyrostek zdrabniający -ella[20].
- Chaunus: gr. χαυνος khaunos „porowaty, gąbczasty”[21]. Gatunek typowy: Chaunus marmoratus Wagler, 1828 (= Bufo (Oxyrhynchus) granulosus von Spix, 1824).
- Otilophes (Otilophis, Osilophus, Otilophus, Otylophus): gr. ους ous, ωτος ōtos „ucho”[18]; λοφος lophos „czubek, grzebień”[22]. Gatunek typowy: Rana margaritifera Laurenti, 1768.
- Phryniscus: gr. φρυνη phrunē, φρυνης phrunēs „ropucha”[23]; łac. przyrostek zdrabniający -iscus, -isca, -iscum, od gr. przyrostka zdrabniającego -ισκος -iskos[24]. Gatunek typowy: Phryniscus nigricans Wiegmann, 1834.
- Otolophus: jak Otilophes. Gatunek typowy: Bufo margaritifer Daudin, 1802.
- Eurhina: gr. ευ eu „dobry, ładny”[25]; ῥις rhis, ῥινος rhinos „nos, pysk”[19]. Gatunek typowy: Bufo (Oxyrhynchus) proboscideus von Spix, 1824.
- Chilophryne: gr. χειλος kheilos, χειλεος kheileos „usta”[26]; φρυνη phrunē, φρυνης phrunēs „ropucha”[23]. Gatunek typowy: Bufo dorbignyi A.M.C. Duméril & Bibron, 1841.
- Docidophryne: gr. δοκις dokis, δοκιδος dokidos „belka, deska”[27]; φρυνη phrunē, φρυνης phrunēs „ropucha”[23]. Gatunek typowy: Bufo agua Daudin, 1802 (= Rana marina Linnaeus, 1758).
- Trachycara: gr. τραχυς trakhus „chropowaty, szorstki”[28]; καρα kara „głowa”[29]. Gatunek typowy: Trachycara fusca Tschudi, 1845 (= Rana margaritifera Laurenti, 1768).
- Aruncus: łac. aruncus „kozia broda”, od ηρυγγος ērungos „kozia broda”[30]. Gatunek typowy: Aruncus valdivianus Philippi, 1902 (= Bufo spinulosus Wiegmann, 1834).
- Stenodactylus: gr. στηνος stēnos „wąski, cienki”[31]; δακτυλος daktulos „palec”[32]. Gatunek typowy: Stenodactylus ventralis Philippi, 1902 (= Bufo spinulosus Wiegmann, 1834).
- Rhamphophryne: gr. ῥαμφος rhamphos „zakrzywiony dziób”; φρυνη phrunē, φρυνης phrunēs „ropucha”[33]. Gatunek typowy: Rhamphophryne acrolopha Trueb, 1971.
- Atelophryniscus: gr. negatywny przedrostek α- a-; τελειος teleios „doskonały”; φρυνη phrunē, φρυνης phrunēs „ropucha”; łac. przyrostek zdrabniający -iscus, -isca, -iscum, od gr. przyrostka zdrabniającego -ισκος -iskos[34]. Gatunek typowy: Atelophryniscus chrysophorus McCranie, Wilson & Williams, 1989.

### Podział systematyczny
Do rodzaju należą następujące gatunki:

- Rhinella achalensis (Cei, 1972)
- Rhinella achavali (Maneyro, Arrieta, & de Sá, 2004)
- Rhinella acrolopha (Trueb, 1971)
- Rhinella acutirostris (Spix, 1824)
- Rhinella alata (Thominot, 1884)
- Rhinella altiperuviana (Gallardo, 1961)
- Rhinella amabilis (Pramuk & Kadivar, 2003)
- Rhinella amboroensis (Harvey & Smith, 1993)
- Rhinella angeli Rojas-Zamora, Pérez-Peña, Ávila, Carvalho, Perez, Farias, Gordo & Hrbek, 2022
- Rhinella arborescandens (Duellman & Schulte, 1992)
- Rhinella arenarum (Hensel, 1867)
- Rhinella arunco (Molina, 1782)
- Rhinella atacamensis (Cei, 1962)
- Rhinella azarai (Gallardo, 1965)
- Rhinella beebei (Gallardo, 1965)
- Rhinella bella Menéndez-Guerrero, Santos, Salazar-Nicholls, Green & Ron, 2024
- Rhinella bergi (Céspedez, 2000)
- Rhinella bernardoi Sanabria, Quiroga, Arias & Cortez, 2010
- Rhinella casconi Roberto, Brito & Thomé, 2014
- Rhinella castaneotica (Caldwell, 1991)
- Rhinella centralis Narvaes & Rodrigues, 2009
- Rhinella cerradensis Maciel, Brandão, Campos & Sebben, 2007
- Rhinella chavin (Lehr, Köhler, Aguilar & Ponce, 2001)
- Rhinella chrysophora (McCranie, Wilson & Williams, 1989)
- Rhinella chullachaki Castillo-Urbina, Glaw, Aguilar-Puntriano, Vences & Köhler, 2021
- Rhinella cristinae (Vélez-Rodriguez & Ruiz-Carranza, 2002)
- Rhinella crucifer (Wied-Neuwied, 1821)
- Rhinella dapsilis (Myers & Carvalho, 1945)
- Rhinella diptycha (Cope, 1862) – ropucha rokoko[35]
- Rhinella dorbignyi (A.M.C. Duméril & Bibron, 1841)
- Rhinella exostosica Ferrão, Lima, Ron, Santos & Hanken, 2020
- Rhinella festae (Peracca, 1904)
- Rhinella fissipes (Boulenger, 1903)
- Rhinella gallardoi (Carrizo, 1992)
- Rhinella gnustae (Gallardo, 1967)
- Rhinella granulosa (von Spix, 1824)
- Rhinella henseli (Lutz, 1934)
- Rhinella hoogmoedi Caramaschi & Pombal, 2006
- Rhinella horribilis (Wiegmann, 1833)
- Rhinella humboldti (Gallardo, 1965)
- Rhinella icterica (von Spix, 1824)
- Rhinella inca (Stejneger, 1913)
- Rhinella inopina Vaz-Silva, Valdujo & Pombal, 2012
- Rhinella iserni (Jiménez de la Espada, 1875)
- Rhinella justinianoi (Harvey & Smith, 1994)
- Rhinella kuka Köhler, Vences, Padial, Plewnia & Lötters, 2023
- Rhinella kumanday Caicedo-Martínez, Henao-Osorio, Arias-Monsalve, Rojas-Morales, Ossa-López, Rivera-Páez & Ramírez-Chaves, 2024
- Rhinella leptoscelis (Boulenger, 1912)
- Rhinella lescurei Fouquet, Gaucher, Blanc & Vélez-Rodriguez, 2007
- Rhinella lilyrodriguezae Cusi, Moravec, Lehr & Gvoždík, 2017
- Rhinella limensis (Werner, 1901)
- Rhinella lindae (Rivero & Castaño, 1990)
- Rhinella macrorhina (Trueb, 1971)
- Rhinella magnussoni Lima, Menin & Araújo, 2007
- Rhinella major (Müller & Hellmich, 1936)
- Rhinella manu Chaparro, Pramuk & Gluesenkamp, 2007
- Rhinella margaritifera (Laurenti, 1768) – ropucha południowoamerykańska[35]
- Rhinella marina (Linnaeus, 1758) – aga[36]
- Rhinella martyi Fouquet, Gaucher, Blanc & Vélez-Rodriguez, 2007
- Rhinella merianae (Gallardo, 1965)
- Rhinella mirandaribeiroi (Gallardo, 1965)
- Rhinella moralesi Lehr, Cusi, Rodríguez, Venegas, García Ayachi & Catenazzi, 2021
- Rhinella multiverrucosa (Lehr, Pramuk & Lundberg, 2005)
- Rhinella nattereri (Bokermann, 1967)
- Rhinella nesiotes (Duellman & Toft, 1979)
- Rhinella nicefori (Cochran & Goin, 1970)
- Rhinella ocellata (Günther, 1858)
- Rhinella ornata (von Spix, 1824)
- Rhinella papillosa (Philippi, 1902)
- Rhinella paraguas Grant & Bolívar-Garcías, 2014
- Rhinella parecis Ávila, Morais, Perez, Pansonato, Carvalho, Rojas-Zamora, Gordo & Farias, 2020
- Rhinella pleuroptera (Schmidt, 1857)
- Rhinella poeppigii (Tschudi, 1845)
- Rhinella proboscidea (von Spix, 1824)
- Rhinella pygmaea (Myers & Carvalho, 1952)
- Rhinella quechua (Gallardo, 1961)
- Rhinella roqueana (Melin, 1941)
- Rhinella rostrata (Noble, 1920)
- Rhinella rubescens (Lutz, 1925)
- Rhinella rubropunctata (Guichenot, 1848)
- Rhinella ruizi (Grant, 2000)
- Rhinella rumbolli (Carrizo, 1992)
- Rhinella sclerocephala (Mijares-Urrutia & Arends-R., 2001)
- Rhinella sebbeni Vaz-Silva, Maciel, Bastos & Pombal, 2015
- Rhinella spinulosa (Wiegmann, 1834)
- Rhinella stanlaii (Lötters & Köhler, 2000)
- Rhinella sternosignata (Günther, 1858)
- Rhinella tacana (Padial, Reichle, McDiarmid, & De la Riva, 2006)
- Rhinella tenrec (Lynch & Renjifo, 1990)
- Rhinella teotoniensis Ferrão, Souza, Hanken & Lima, 2022
- Rhinella trifolium (Tschudi, 1845)
- Rhinella truebae (Lynch & Renjifo, 1990)
- Rhinella unapensis Rojas-Zamora, Pérez-Peña, Ávila, Carvalho, Perez, Farias, Gordo & Hrbek, 2022
- Rhinella vellardi (Leviton & Duellman, 1978)
- Rhinella veraguensis (Schmidt, 1857)
- Rhinella veredas (Brandão, Maciel & Sebben, 2007)
- Rhinella yanachaga Lehr, Pramuk, Hedges & Córdova, 2007

Do rodzaju należy także wymarły, plioceński gatunek Rhinella loba.